# Trachelissa maculicollis
Trachelissa maculicollis là một loài bọ cánh cứng trong họ Cerambycidae.